# イスラエル・キーズ
イスラエル・キーズ （英語: Israel Keyes、1978年1月7日 - 2012年12月2日）は、アメリカのシリアルキラー、強姦犯、放火犯、強盗、および銀行強盗。キーズは1996年頃から暴力的な犯罪を犯し、オレゴンで10代の少女に対し暴力的な性的暴行を行ったと自認した。2012年の逮捕までアメリカ全土にわたり、長期に及ぶ一連の強姦事件と殺人を犯した。キーズはサマンサ・ケーニッヒ殺害事件の裁判を待つなか、刑務所で自殺した。

## 幼少期
キーズは1978年にユタ州リッチモンドで生まれ、学校には通わず、ホームスクールで教育を受けた。。彼の家族はワシントン州コルビルの北にあるアラジン・ロード地区に引っ越し、そこでチェビー・キーホー（1996年に3人の殺害で有罪判決を受けている）の家族と親しくしたり、時には白人至上主義神学を支持した教会Our Place Fellowship（Ark）の礼拝に参加した。
キーズはオリンピック半島にあるネアーの Makah Reservationコミュニティに住んでいたことも知られている。

## 軍隊入り
キーズは1998年から2001年までアメリカ陸軍のフォートルイス、フォート・フッド、そしてエジプトで軍務を務めた。フォートルイスにいる間、キーズは第1歩兵大隊、第5歩兵、第25歩兵師団に属した。軍事記録によると、1998年7月9日にニューヨークのアルバニーで陸軍に入隊し、スペシャリスト階級で2001年7月8日にフォートルイスから退任している。陸軍サービスリボン(高度個人訓練修了を示すもの)、マークスマンバッジ(兵器の取り扱いについてのコースを優秀な成績で修了したことを示すもの)など様々な勲章を授与されている。
キーズの元陸軍の友人は、彼は物静かであまり自分自身について語らないタイプだったと述べた。毎週末、ワイルドターキーバーボンをボトルで飲んで泥酔する事が多かったという。彼は音楽グループインセイン・クラウン・ポッシーに傾倒し、彼のバラックルームにいくつかの大きなポスターがぶら下がってた。
2007年に、キーズはアラスカで建設業を始め、便利屋、請負業者、および建設労働者として働いていた。

## 犠牲者
キーズは、州警察とFBIが捜査を進めていたワシントン州で4人が殺害された事件の犯人であることを捜査官に認めている。ワシントン州内では重罪の犯罪歴を持っていなかったが、サーストン郡で、無免許運転と、薬物又はアルコールを摂取した上での運転違反の過去があった。
捜査当局は、他の多くの未解決殺人事件と行方不明者事件を再検証し、キーズとの関連がないか捜査している。
キーズはニューヨーク州での少なくとも1人の殺人も告白している。捜査当局は、被害者の身元、年齢、性別、あるいはいつ、どこで殺人が発生したか確定できていないが、キーズの自白は信頼に足るものであると見なしている。キーズはニューヨーク州コンスタブルの町に10エーカーの土地と廃屋を所有していたことから、ニューヨーク州との結びつきがあった。
他にもキーズは、ニューヨークとテキサスで銀行強盗を犯したことも自供している。また、キースは、ニューヨーク州とテキサス州での銀行強盗についても告白している。後にFBIは、キーズがニューヨーク州タッパー・レイクにあるコミュニティ・バンクの支店に2009年4月に強盗に入っていたと発表した。また、キーズは、テキサス州の民家に窃盗に入り、犯行の後放火したと捜査当局に供述している。
2009年4月、キーズはニュージャージー州で女性を殺害し、ニューヨーク州北部のタッパー湖の近くに彼女を埋めたと自供した。キーズはまた、バーモント州エセックスのビル・クーリエとロレーヌ・クーリエ殺人事件についても自認した。キーズは6月8日の夜にクーリエの自宅に押し入り、二人を縛り上げて古い納屋に連れて行きビルを撃ち殺し、ロレーヌを性的暴行してから絞め殺した。しかし、彼らの遺体は発見されていない。クーリエ夫妻の死の2年前に、キーズは現場近場に「殺人キット（道具一式）」を隠していた。殺害の後、彼はキットの大部分をニューヨーク州パリッシュビルの新しい隠し場所に移しており、殺人キットはキーズが逮捕されるまでその場に残されていた。
判明している限りの最後の犠牲者は、アラスカのアンカレッジにあるコーヒーショップの従業員、18歳のサマンサ・ケーニッヒである。キーズは2012年2月1日にケーニッヒを彼女の職場から誘拐し、デビットカードその他の財産を奪い、性的暴行の後、翌日殺害した。キーズは遺体を納屋に放置したままニューオーリンズに向かい、メキシコ湾への2週間のクルーズ旅行に出かけている。その後アラスカに戻ると、キーズは遺体のそばについ4日前の地元紙を置いてケーニッヒがまだ生きているように見える写真を撮った。そして身代金として3万ドルを要求した後、遺体を解体し、アンカレッジの北のマタヌスカ湖へ遺棄した。
FBIの報告によると、キーズは、米国全土で20から30戸の空き巣を、2001年から2012年の間に数件の銀行強盗を行い、得た金銭を殺害の為に当てていた。米国内では11人ほどの殺人事件と関連しており、国外においても犯行を重ねている可能性があると考えられている。。

## 捜査と逮捕
サマンサ・ケーニッヒ殺害の後、キーズは身代金を要求したため、米国南西部中を移動しながら、身代金を口座から引き落としている履歴を辿ることで、警察はキーズを追跡することができた。その間、賛否はあったが、警察はケーニッヒ誘拐時の監視カメラ映像を公開することは避けていた。
キーズはニューメキシコ州とアリゾナ州でケーニッヒのデビットカードを使用した後、テキサス州ラフキンの駐車場で高速道路交通警察隊によって逮捕された。その後アラスカ州に引き渡されたキーズには、公選弁護人のリッチ・カートナーがつけられた。キーズはケーニッヒの殺人について起訴され、裁判は2013年3月に開始される予定だった。

## 手口
キーズは前もって殺人の計画を練り、殺害の発見を避けるために特殊な方策を用いた。まず、他の大多数の連続殺人犯とは異なり、キーズの被害者には特定の偏りがなかった。自宅から遠く離れた場所で殺し、同じ地域で複数の犯行を行わない。殺人を犯すために遠出した際には、自分の携帯電話の電源は切ったままにして、現金で買い物をする。キーズは犠牲者のいずれとも個人的な関係はなかった。クーリエ殺人事件に当たっては、キーズはわざわざシカゴまで飛行機で移動し、そこからバーモントまで1000マイル移動するため車を借りた。それから彼は2年前に隠していた「殺人キット」を使って殺人を行った。
キーズはテッド・バンディを賞賛していたが、犯行についてはバンディとは異なる点もあった。テッド・バンディは、引っ越しを繰り返していたがゆえに全国各地に広がったものの、キーズのようにわざわざ遠地まで旅行して殺人を犯すことはなかった。またテッド・バンディは髪の毛が真ん中で分かれている魅力的な若い女性だけをターゲットにしたが、キーズの被害者にはそのような特定の共通項は存在しない。

## 死
2012年12月2日、キーズは、アンカレッジ矯正施設で殺人容疑で拘禁されている間に、手首を切ったうえで自ら首が締まるように仕組み、自殺した。死後少なくとも一人の子供、娘が残された。彼の体の下にある遺書は「殺人賛歌」で占められ、他の犠牲者についての手がかりは残されていなかった。

## 伝記
モーリーン・キャラハン著『捕食者』亜紀書房（2021年7月）：Callahan,Maureen(2019).American Predator:The Hunt for Most Meticulous Serial Killer of the 21st Century.New York:viking.